# 习水河
习水河，是中国长江流域的一条河流，汇入赤水河，属于赤水河水系。总河长156千米（其中贵州境内120千米），流域面积1650平方千米，多年平均流量31立方米每秒。自然落差725米。水能理论蕴藏量11万千瓦。

## 另見
- 习水县